# Padenia obliquifascia
Padenia obliquifascia är en fjärilsart som beskrevs av Rothschild 1920. Padenia obliquifascia ingår i släktet Padenia och familjen björnspinnare. Inga underarter finns listade i Catalogue of Life.